# Geschinen
Geschinen (toponimo tedesco) è una frazione di 64 abitanti del comune svizzero di Goms, nel Canton Vallese (distretto di Goms).

## Storia

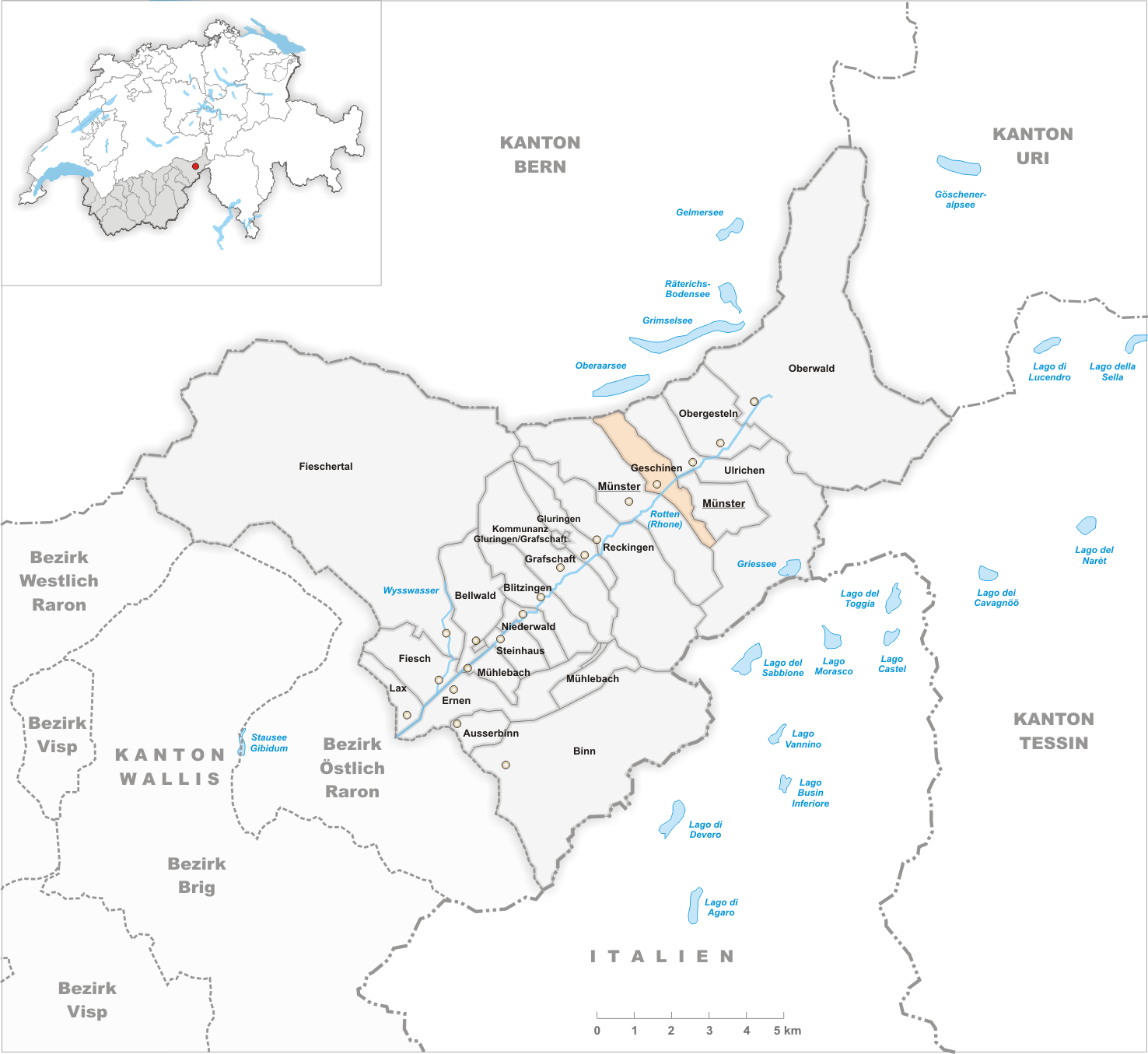
Il territorio del comune di Geschinen prima degli accorpamenti comunali del 2004

Già comune autonomo, nel 2004 è stato accorpato all'altro comune soppresso di Münster per formare il nuovo comune di Münster-Geschinen, il quale a sua volta nel 2017 è stato accorpato agli altri comuni soppressi di Blitzingen, Grafschaft, Niederwald e Reckingen-Gluringen per formare il nuovo comune di Goms.

## Monumenti e luoghi d'interesse

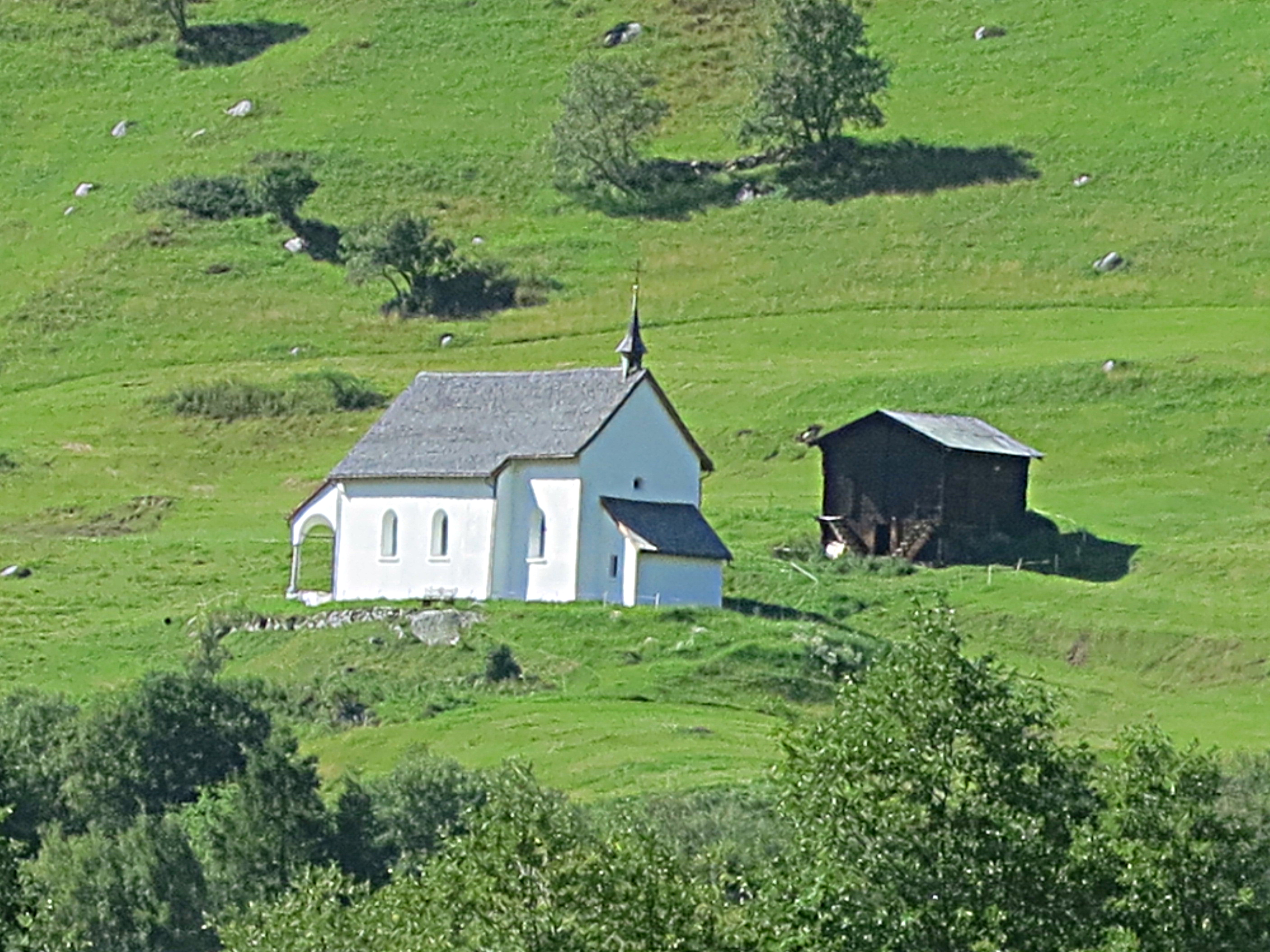
La cappella di Santa Caterina

- Cappella di Santa Caterina, attestata dal XIV secolo e ricostruita nel 1686-1704[1];
- Cappella di San Sebastiano, eretta nel 1500 circa e ricostruita nel 1750-1752[1].

## Società

### Evoluzione demografica
L'evoluzione demografica è riportata nella seguente tabella:
Abitanti censiti

## Infrastrutture e trasporti

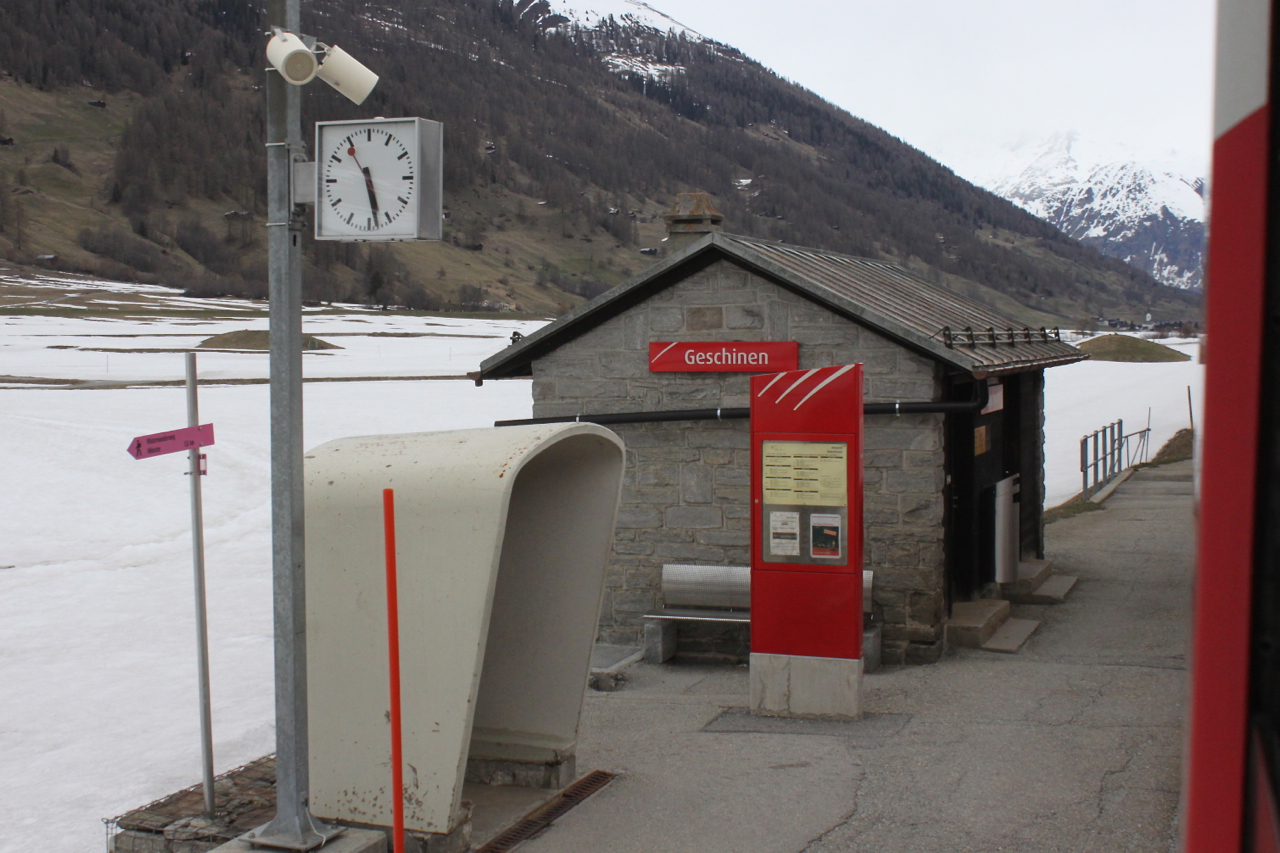
La stazione di Geschinen

Geschinen è servito dall'omonima stazione, sulla ferrovia del Furka-Oberalp.

## Amministrazione
Ogni famiglia originaria del luogo fa parte del cosiddetto comune patriziale e ha la responsabilità della manutenzione di ogni bene ricadente all'interno dei confini della frazione.